# باشگاه فوتبال سپاهان در فصل ۱۳۵۳
در این صفحه شما اطلاعات سپاهان اصفهان در فصل ۱۳۵۳ فوتبال ایران را خواهید دید.

### بازیکنان
| شماره |       | پست       | بازیکن                     |
| ----- | ----- | --------- | -------------------------- |
| ۱     | ایران | دروازه‌بان | محمد برزمهری (کاپیتان اول) |
| ۲     | ایران | دروازه‌بان | بهرام استکی                |
| ۳     | ایران | مدافع     | منوچهر کبیریان             |
| ۴     | ایران | مدافع     | مسعود تابش                 |
| ۵     | ایران | مدافع     | غلامرضا دوکچی              |
| ۶     | ایران | مدافع     | بهروز مردانی               |
| ۷     | ایران | مدافع     | مهدی اخوان                 |
| ۸     | ایران | مدافع     | حسن ملارضا                 |
| ۹     | ایران | مدافع     | مجید ندیمیان               |
| ۱۰    | ایران | هافبک     | رسول خوروش                 |
| ۱۱    | ایران | هافبک     | محسن یزدخواستی             |
| ۱۲    | ایران | هافبک     | حمید ولیوند                |

| شماره |       | پست   | بازیکن             |
| ----- | ----- | ----- | ------------------ |
| ۱۳    | ایران | هافبک | رضا دهقان          |
| ۱۴    | ایران | هافبک | محسن فروغی         |
| ۱۵    | ایران | هافبک | محمود یزدخواستی    |
| ۱۶    | ایران | هافبک | احمد جفاری         |
| ۱۷    | ایران | مهاجم | حمید ندیمیان       |
| ۱۸    | ایران | مهاجم | رضا صفاپور         |
| ۱۹    | ایران | مهاجم | مصطفی حیدری        |
| ۲۰    | ایران | مهاجم | پرویز فرحناک       |
| ۲۱    | ایران | مهاجم | منصور ابراهیم زاده |
| ۲۲    | ایران | مهاجم | اصغر حجازی         |
| ۲۳    | ایران | مهاجم | رضا کوهستانی       |

## تاریخچه
در جام اول ذوب آهن بعلت برخورداری از امکانات بهتر نسبت به سپاهان اصفهان به عنوان نماینده اصفهان پای به مسابقات گذارد و با استفاده از سه بازیکن کمکی از سپاهان نتایج قابل قبول کسب کرد اما در جام دوم سپاهانی‌ها خود تصمیم به حضور در سطح اول مسابقات را گرفتند تا با حضور در مسابقات انتخابی در نهایت در دیداری ماراتن گونه برابر گمرک اهواز با درخشش محمد برزمهری گلر شایسته خود پای به مسابقات گذارده و جایگزین ماشین سازی در مسابقات جام تخت جمشید شدند.
محبوبیت سپاهان بر میگردد به ریشه شاهینی آن که توسط محمود حریری ابتدا بنام شاهین اصفهان بنیان‌گذاری شد و سپس با لغو فعالیت باشگاه شاهین در سال ۱۳۴۶ با توافق بزرگان تیم نام آن به سپاهان تغییر داده شد محمود حریری خود یکی از بازیکنان شاهین تهران بود اما پس از تشکیل شاهین اصفهان مرتب بین تهران و اصفهان در رفت آمد بود تا با وسواس خاصی تیم را به قدرت اول فوتبال اصفهان تبدیل کند از آن شاهین اصفهان در جام دوم تنها محمد برزمهری کاپیتان محبوب که سابقه حضور در شاهین تهران را نیز داشت حاضر بود او علاوه بر سمت کاپیتانی به عنوان کمک مربی نیز در تیم فعالیت می‌کرد

## لیگ تخت جمشید
با تشخیص محمود حریری رهبری تیم به محمود یاوری  سپرده شد اما سپاهانی که دو سال پیش در مسابقات قهرمانی ایران درخشیده بود٬ در جام دوم دیگر آن تیم نبود زیرا سه نفراز بهترین‌های سپاهان به ذوب آهن پیوسته بودند و طبق قرارداد قادر به بازگشت به تیم خود نبودند این سه عبارتند از منوچهر کبیریان ٬ سیاوش حیدری و مهدی چلنگریان. البته منوچهر کبیریان توانست به جمع یاران سپاهان برگردد تا خط دفاع این تیم قدرت خود را دوباره باز یابد اما عدم حضور سیاوش حیدری که بهترین گلزن ذوب آهن بود و همچنین مهدی چلنگریان تأثیر منفی در روند دیارهای این تیم به ویژه در خط حمله این تیم گذارده بود.
پیروزی بر تاج قهرمان مسابقات در هفته نوزدهم با درخشش مسعود تابش مدافع متعصب سپاهان با گل مصطفی حیدری و همچنین پیروزی بر ملوان در هر دو دیدار رفت و برگشت ( مهار پنالتی عزیز اسپندار آقای گل مسابقات توسط برزمهری در دیدار برگشت) از نتایج درخشان سپاهان در جام دوم بود و همچنین شکست بد برابر آب و برق اهواز و راه آهن ته جدولی از نتایج ضعیف یاران محمود یاوری بحساب می آمد البته در دیدار برگشت برابر پرسپولیس در تهران ضعف داوری در روند بازی تأثیرگذار بود اما سپاهانی‌ها و بخصوص مربی آن‌ها با بزرگی به رأی داور گردن نهادند که نشان از ارزش‌های بالای اخلاقی در نزد یاران سپاهان بود سپاهان با محمد برزمهری در دروازه خیالی آسوده داشت در خط دفاع منوچهر کبیریان٬ مسعود تابش ٬ غلامرضا دوکچی و بهروز مردانی را قرار میداد و در خط هافبک که غالبا مشکلات از آنجا آغاز میشد بجز محسن یزدخواستی و رسول خوروش یارانی در سطح مسابقات جام تخت جمشید نداشت بگونه ای که یاوری مجبور میشد رضا دهقان را یک خط به عقب آورد و در خط هافبک به بازی بگیرد در خط حمله نیز حمید ندیمیان و مصطفی حیدری بیشترین مسئولیت را بر دوش داشتند اما باید این نکته را نیز یاد آوری کرد که اولین حضور سپاهان در چهارچوب جام تخت جمشید بود و عده ای از یاران این تیم چندان با تجربه نبودند بطوریکه گاهی عنصر کم تجربگی در حرکت یاران سپاهان نیز دیده میشد.

## جدول رده‌بندی
| رده | تیم            | بازی | برد | مساوی | باخت | گل‌زده | گل‌خورده | تفاضل | امتیاز |
| --- | -------------- | ---- | --- | ----- | ---- | ----- | ------- | ----- | ------ |
| ۱   | تاج            | ۲۲   | ۱۵  | ۳     | ۴    | ۳۰    | ۱۴      | +۱۶   | ۳۳     |
| ۲   | پرسپولیس       | ۲۲   | ۱۲  | ۷     | ۳    | ۳۲    | ۱۳      | +۱۹   | ۳۱     |
| ۳   | هما            | ۲۲   | ۱۳  | ۵     | ۴    | ۲۹    | ۱۶      | +۱۳   | ۳۱     |
| ۴   | پاس تهران      | ۲۲   | ۱۲  | ۶     | ۴    | ۲۸    | ۱۴      | +۱۴   | ۳۰     |
| ۵   | صنعت نفت       | ۲۲   | 8   | ۸     | ۶    | ۲۳    | ۲۴      | -۱    | ۲۴     |
| ۶   | ملوان          | ۲۲   | ۸   | ۷     | ۷    | ۳۱    | ۲۴      | +۷    | ۲۳     |
| ۷   | بانک ملی       | ۲۲   | ۵   | ۱۱    | ۶    | ۱۶    | ۲۰      | -۴    | ۲۱     |
| ۸   | عقاب           | ۲۲   | ۵   | ۷     | ۱۰   | ۱۸    | ۲۵      | -۷    | ۱۷     |
| ۹   | راه‌آهن         | ۲۲   | ۵   | ۵     | ۱۲   | ۱۵    | ۲۹      | -۱۴   | ۱۵     |
| ۱۰  | سپاهان         | ۲۲   | ۴   | ۶     | ۱۲   | ۱۰    | ۲۷      | -۱۷   | ۱۴     |
| ۱۱  | ذوب‌آهن         | ۲۲   | ۴   | ۵     | ۱۳   | ۱۴    | ۳۵      | -۲۱   | ۱۳     |
| ۱۲  | آب و برق اهواز | ۲۲   | ۵   | ۲     | ۱۵   | ۱۷    | ۳۰      | -۱۲   | ۱۲     |

## باشگاه

### کادر مربیگری
| پست      | نام          |
| -------- | ------------ |
| سرمربی   | محمود یاوری  |
| کمک مربی | محمد برزمهری |
| سرپرست   | احمد صادقی   |

### بقیه پرسنل
| مدیرعامل | محمود حریری |

## اطلاعات بیشتر
- جام تخت جمشید ۱۳۵۳